# (32467) 2000 SL174
2000 SL174 (asteroide 32467) é um asteroide troiano de Júpiter. Possui uma excentricidade de 0.02986670 e uma inclinação de 29.80155º.
Este asteroide foi descoberto no dia 28 de setembro de 2000 por LINEAR em Socorro.